# Poweramp
Poweramp，是Android平台下一款音乐播放器，支持播放mp3,aac,flac,ape,alac,wma,ogg,wav等众多常见音乐格式，以输出音质绝佳著称且广受欢迎。此软件同样有内建解码器、硬件解码器支持、均衡器设置、皮肤切换（包括第三方）等功能，Google Play售价6.99美元。